# EuroVelo 15

Mapa de la EuroVelo 15, la ruta ciclista del Rin.

EuroVelo 15 (EV15), denominada la Ruta Ciclista del Rin, es una ruta ciclista de larga distancia EuroVelo que recorre 1230 km a lo largo del valle del Rin, entre la cabecera del río en Andermatt (Suiza) hasta la desembocadura en Hook of Holland (Países Bajos). La ruta atraviesa Europa de sur a norte, desde los Alpes Suizos hasta el Mar del Norte, pasando por cuatro países: Suiza, Francia, Alemania y Holanda.
La denominación de la EV15 a lo largo de su recorrido es: Rheinradweg en alemán, Véloroute Rhin en francés y Rijnfietsroute en neerlandés.

## Visión general
El Rin es uno de los ríos más conocidos e históricos del continente europeo. A lo largo de su curso constante de norte a sur desde los Alpes hasta el Mar del Norte, es uno de los ríos más atractivos para los turistas por su paisaje (a lo largo del curso fluvial existen numerosos sitios del patrimonio mundial de la UNESCO, como Estrasburgo, la catedral de Speyer, la Garganta del Rin y la catedral de Colonia). Además, durante dos mil años ha sido una de las rutas de tráfico más importantes de Europa, facilitando el intercambio cultural entre la región mediterránea y el norte del continente. 

## Ruta
- Suiza: la EV15 sigue la ruta ciclista nacional suiza Nº 2.
  - Andermatt, Disentis, Chur, Rorschach, Schaffhausen, Zurzach, Basilea.
- Francia:
  - Huningue, Ottmarsheim, Neuf-Brisach, Marckolsheim, Erstein, Eschau, Estrasburgo, La Wantzenau, Gambsheim, Drusenheim, Sessenheim, Rœschwoog, Seltz, Munchhausen, Mothern, Lauterbourg.
- Alemania: la EV15 sigue la ruta D Nº 8.
  - Karlsruhe, Speyer, Ludwigshafen, Mannheim, Worms, Oppenheim, Mainz, Wiesbaden, Bingen, Rüdesheim, Boppard, Koblenz, Andernach, Bonn, Colonia, Düsseldorf, Duisburg, Xanten, Emmerich am Rhein.
- Países Bajos: la EV15 sigue una serie de rutas LF.
  - Millingen aan de Rijn, Arnhem, Utrecht, Rotterdam, Hook of Holland.